# Giuseppe Zoppi

Giuseppe Zoppi (1934)

Giuseppe Zoppi (* 12. September 1896 in Broglio TI; † 18. September 1952 in Locarno-Monti) war ein Schweizer Philologe und Literaturkritiker.

## Leben
Zoppi wurde als Sohn des Giuseppe und der Savina Dellamaria geboren. Nach dem Progymnasium in Locarno besuchte er das Kollegium St. Michael in Freiburg im Üechtland. Er war Lizenziat phil. I an der Universität Freiburg (Schweiz) mit einer Arbeit über die Dichtung von Francesco Chiesa. Später war er Lehrer am Progymnasium in Lugano, ab 1924 Lehrer am Lehrerseminar in Locarno und ab 1928 dort außerdem Rektor. Ab 1931 war er Literaturprofessor an der ETH Zürich. Er veröffentlichte u. a. Il libro dell’alpe (1922) sowie Übersetzungen von Charles Ferdinand Ramuz und Conrad Ferdinand Meyer.

## Schriften

### Auf Italienisch
- Il libro dell’alpe. L’Eroica, Milano 1922.
- Quando avevo le ali. L’Eroica, Milano  1925.
- Presento il mio Ticino. Arnoldo Mondadori, Milano 1939.
- Poesie d’oggi e di ieri. Istituto Editoriale Ticinese, Bellinzona 1944.
- Dove nascono i fiumi. Vallecchi, Firenze 1949.
- Il libro del granito. Vallecchi, Firenze 1958.
- Le alpi: poesie. Vallecchi, Firenze 1957.
- mit Vincenzo Costantini: Antologia della letteratura italiana, ad uso degli stranieri. Arnoldo Mondadori, Milano [1939–1943].
- La Svizzera nella letteratura italiana: discorso pronunciato il 19 ottobre 1943 nell’Aula Magna dell’Università di Zurigo. Istituto Editoriale Ticinese,  Bellinzona 1944.
- Tre scrittori svizzeri: Conrad Ferdinand Meyer, Charles Ferdinand Ramuz, Francesco Chiesa. Edizioni Poligrafiche, Zurigo 1949.
- Ero un ragazzo di montagna: novelle e ricordi. (a cura di Tania Giudicetti Lovaldi), Bellinzone, Salvioni, 2015.

### Auf Deutsch
- mit Aldo Patocchi; Walter Galdert: Tessiner Legenden. Rascher & Cie., A.-G., Zürich 1933.
- mit Richard Feller, Jean Rudolf von Salis: Die schweizerische Geschichtschreibung im 19. Jahrhundert. Max Niehans Verlag, Zürich–Leipzig 1938.
- mit Josy Priems: Das Buch von der Alp: über den Dörfern des Tessins. Benziger, Einsiedeln 1939.
- mit Josy Priems: Mein Tessin. Rascher, Zürich–Leipzig 1941.
- mit Helene Moser: Als ich noch Flügel hatte. Benziger, Einsiedeln 1966.
- Die schönsten italienischen Novellen aus acht Jahrhunderten. Manesse Verlag, Zürich 1946.